# پا تپه
پا تپه در شهرستان هرسین، روستای پا تپه واقع شده و این اثر در تاریخ ۱۰ دی ۱۳۸۱ با شمارهٔ ثبت ۶۸۸۰ به‌عنوان یکی از آثار ملی ایران به ثبت رسیده است.